# Patrick Cassidy

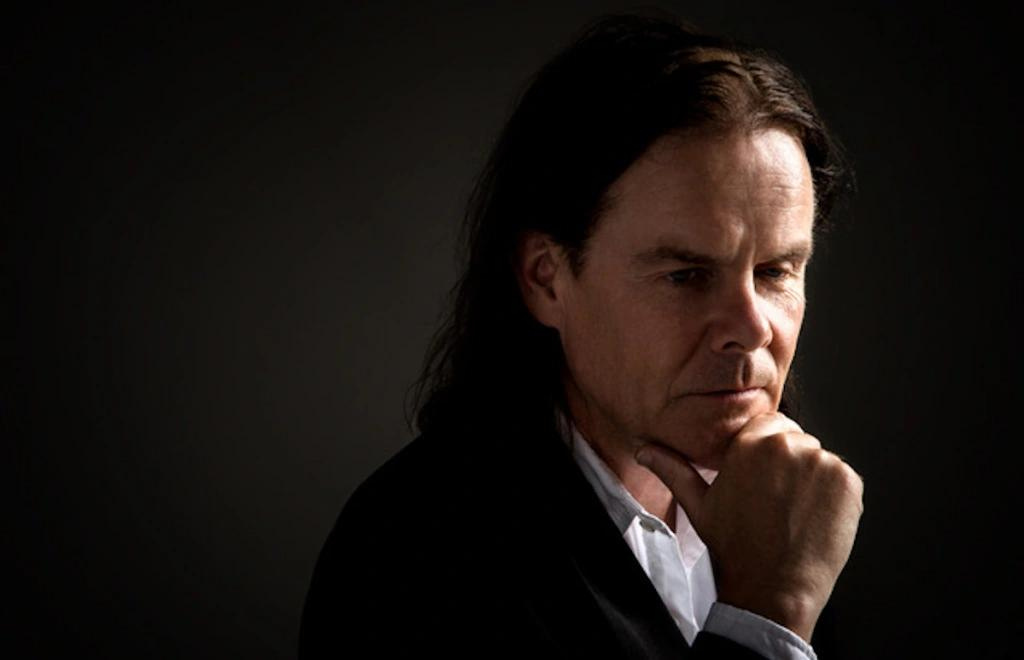
Patrick Cassidy.

Patrick Cassidy (nacido en 1956) es un compositor de música coral irlandés.

## Biografía
Cassidy nació en Claremorris, Condado de Mayo.
En 1996 Cassidy estrena en la Catedral de San Patricio de Nueva York, su obra Famine Remembrance en conmemoración del 150 aniversario de Gran Hambruna irlandesa.
En 2001 compone el aria Vide Cor Meum que formaría parte de la banda sonora de los filmes Hannibal y Kingdom of Heaven.
En 2010, el tema "Funeral March" compuesto por Cassidy fue utilizado como tema de apertura del film The Tree of Life de Terrence Malick.

## Discografía
- Cruit (1989)
- The Children or Lir (1993)
- Famine Remembrance (1996)
- Deirdre of the Sorrows (1998)
- Hannibal (2001)
- Immortal Memory (2004)
- Calvary (2014)